# Actinote tenebrarum
Actinote tenebrarum är en fjärilsart som beskrevs av Charles Oberthür 1917. Actinote tenebrarum ingår i släktet Actinote och familjen praktfjärilar. Inga underarter finns listade i Catalogue of Life.